# Čečenská vlajka

Čečenská vlajka
Poměr stran: 2:3

Vlajka Čečenska, jedné z autonomních republik Ruské federace, je tvořena listem o poměru stran 2:3 se třemi vodorovnými pruhy: zeleným, bílým a červeným, o poměru šířek 13:2:7. U žerdi je svislý, bílý pruh s čečenským lidovým ornamentem, jehož obrysy jsou vyšity zlatou nití.

## Historie

Čečenská vlajka (1785–1840) Poměr stran: 1:2
Vlajka Horské republiky Severního Kavkazu (1917–1920) Poměr stran: ~1:2
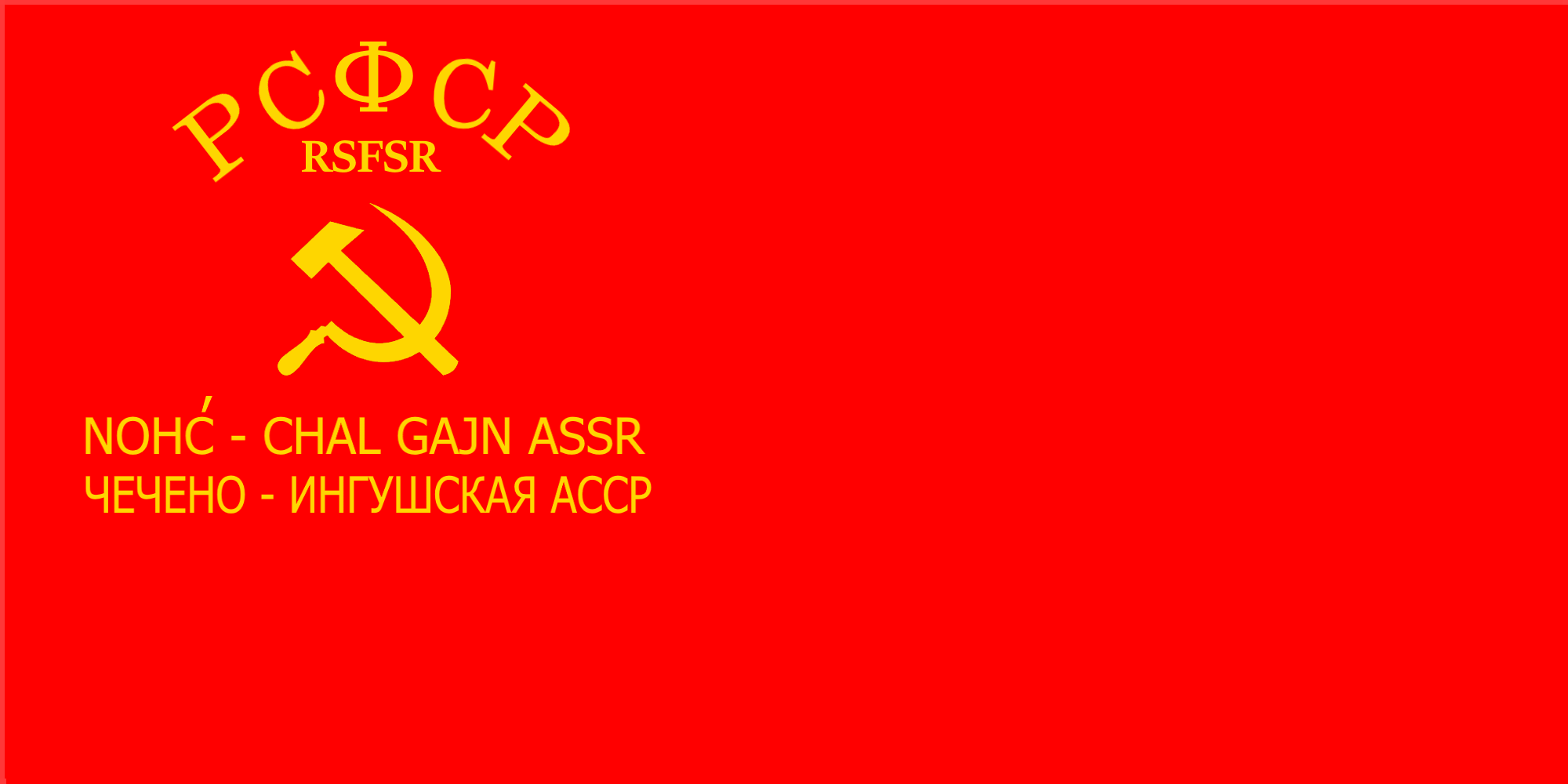
Vlajka Čečensko-ingušské ASSR (1937–1944) Poměr stran: 1:2
Vlajka Čečensko-ingušské ASSR (1957–1978) Poměr stran: 1:2
Vlajka Čečensko-ingušské ASSR (1978–1991) Poměr stran: 1:2

V době rozpadu SSSR byla v listopadu 1990 vyhlášena nezávislost Čečensko-ingušské ASSR pod názvem Čečenská republika Ičkerie. 23. listopadu 1990 byla (Celonárodním sjezdem čečenského lidu) schválena vlajka nové republiky: tmavě zelený list s (při dolním okraji) dvěma červenými proužky a bílým mezi nimi. Vlajka byla neoficiální, Moskvou tolerovaná.
8. června 1991 byla jednostranně vyhlášena Čečenská republika (od 16. ledna 1994 Čečensko-Ičkerie, od 24.  března 1998 Čečenská republika Ičkerie), 27. října 1991 se stal po volbách prezidentem Džochar Dudajev. 2. listopadu 1991 byla sjezdem schválena nová vlajka, tvořená zeleným listem se (při dolním okraji) čtyřmi vodorovnými proužky – bílým, červeným, bílým a zeleným. Zelená barva vlajky symbolizovala islám a život lidu, bílá světlý začátek, štěstí a budoucnost a červená boje a prapory imáma Šamila v Kavkazské válce (1817–1864) a staré, tradiční čečenské prapory.
Státní vlajka byla doplněna modro-žlutou kresbou sedícího vlka v kruhovém poli na rozvilinách (rostlinný ornamentální motiv akantových listů a úponků) s devíti bílými, pěticípými hvězdami (v zahraničí, stejně jako na obrázku, byla kresba zobrazována v černobílém provedení).
Následoval vpád ruských ozbrojených sil na území Čečenska a První čečenská válka (1994–1996) a Druhá čečenská válka (1999–2009). Exilové Zákonodárné shromáždění (od roku 1996 v Moskvě) schválilo 17. listopadu 1999 vlajku totožnou s neoficiální vlajkou z roku 1990.

Vlajka Čečensko-ingušské republiky (1990–1991) a vlajka exilového shromáždění (1999) Poměr stran: 7:11
Čečenská vlajka (1991–1994 a 1996–1999) Poměr stran: 7:11
Vlajka Čečenska se znakem Poměr stran: 1:2

Koncem roku 2000 bylo Čečensko prezentováno (před budovou ruské Rady federace) vlajkou, tvořenou zeleným listem s vodorovným, širokým (třetina šířky vlajky), bílým pruhem uprostřed, lemovaným červenými proužky. (není obrázek) Tato vlajka však zřejmě neměla úřední charakter.
9. prosince 2003 začala Státní rada (provizorní nejvyšší orgán republiky) posuzovat v pracovní skupině návrhy státních symbolů. Po složitých jednání komise, rozhodla 25. února 2004 Státní rada o nové podobě vlajce a znaku. Prezidentu Kadyrovovi byl předložen návrh vlajky tvořený dvěma vodorovnými, stejně širokými pruhy, zeleným a červeným, oddělených bílým proužkem. Ve svislém, bílém, žerďovém pruhu byl zlatý národní ornament. 9. května 2004 byl prezident Kadyrov, při bombovém útoku v Grozném, zabit. Zákon o státních symbolech schválila Státní rada 25. května 2004, 27. května nabyl účinnosti uveřejněním v deníku Izvestija. Vlajka byla (měla být) poprvé vztyčena (společně s vlajkami ostatních subjektů Ruské federace) 12. června 2004. (není obrázek)
Dekret úřadujícího prezidenta Sergeje Abramova č. 125 z 22. června 2004 modifikoval (měsíc starou) čečenskou vlajku. Dekret „O státní vlajce a znaku Čečenské republiky“ změnil poměr šířek pruhů a ornament při žerdi a byl schválen (a tím i nabyl účinnosti) Státní radou (usnesením č. 027-GS) 1. července 2004. První exempláře vlajky byly slavnostně předány nejvyšším představitelům republiky 18. srpna 2004.

## Vlajka čečenského prezidenta

Vlajka čečenského prezidenta Poměr stran: 1:1